# Spildesigner
Spildesigner er en profession, der beskæftiger sig med spildesign.
Spildesign omfatter som begreb både elektroniske spil, herunder af gameplayet til et computerspil, og ikke-digitale spil såsom brætspil, kortspil, terningespil eller sociale spil og lege. Specielt indenfor computerspil kan der være stor forskel på hvilke arbejdsopgaver spildesigneren varetager i en produktion. De kan være begrænset til at definere spillets regler, eller de kan omfatte banedesign i computerspil, design af det narrativ eller den rammefortælling et spil er baseret på, at skrive tekst og dialog til spillet, og instruktion af andre kreative ansatte såsom tegnere, modellører og lyddesignere. Disse opgaver varetages til tider også af en spilinstruktør.